# نقاض
النُّقَّاض جنس من النبات اللاحم يحوي نوع واحدًا هو . يُشبه في المظهر جنس الندية القريب منه والجنس الأبعد بكثير ببليس (نبات قوس قزح).